# Galleria degli Uffizi

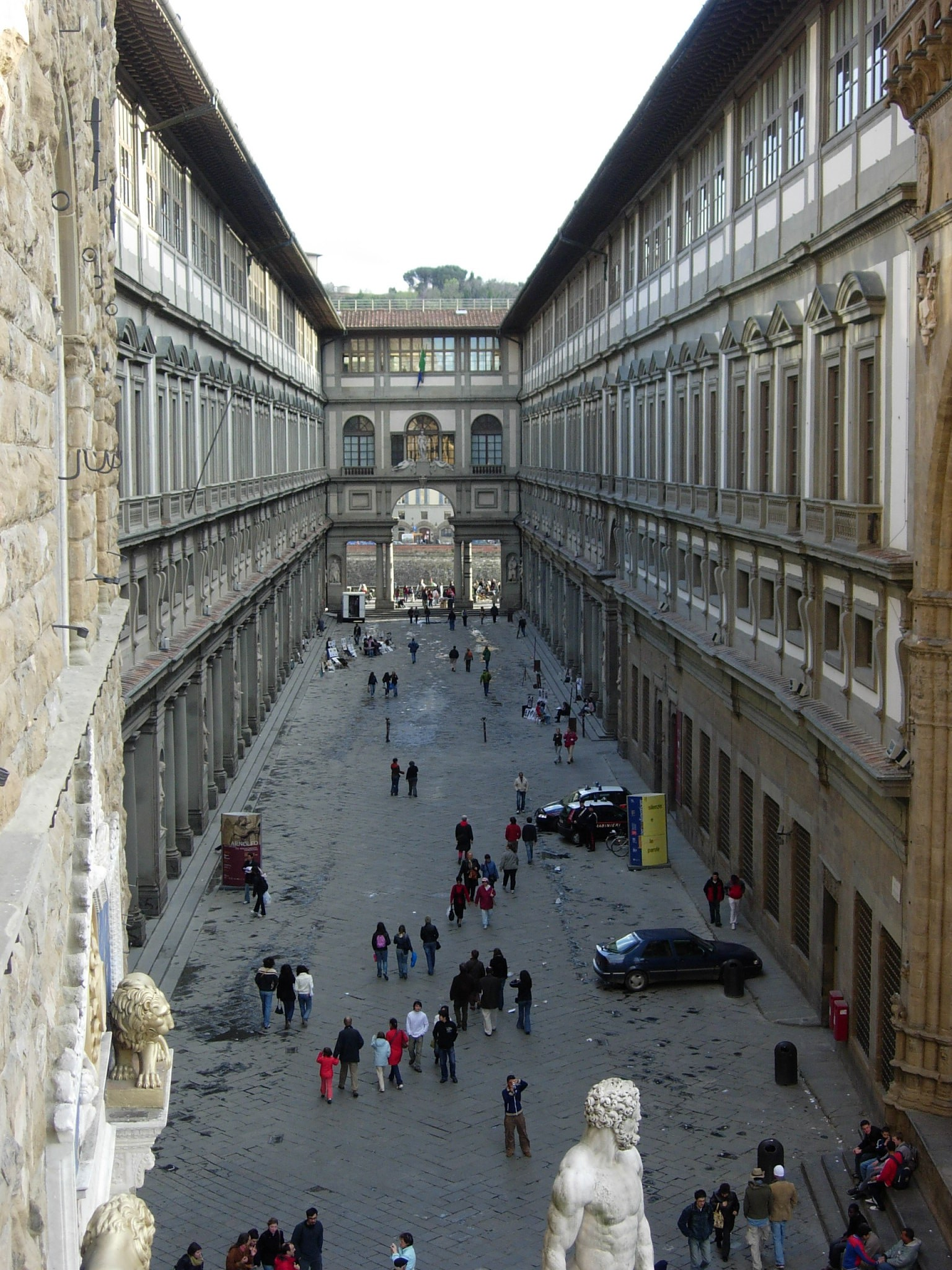
La Galleria degli Uffizi des de la Piazza della Signoria. Es pot veure la forma característica del palau, que sembla una U.

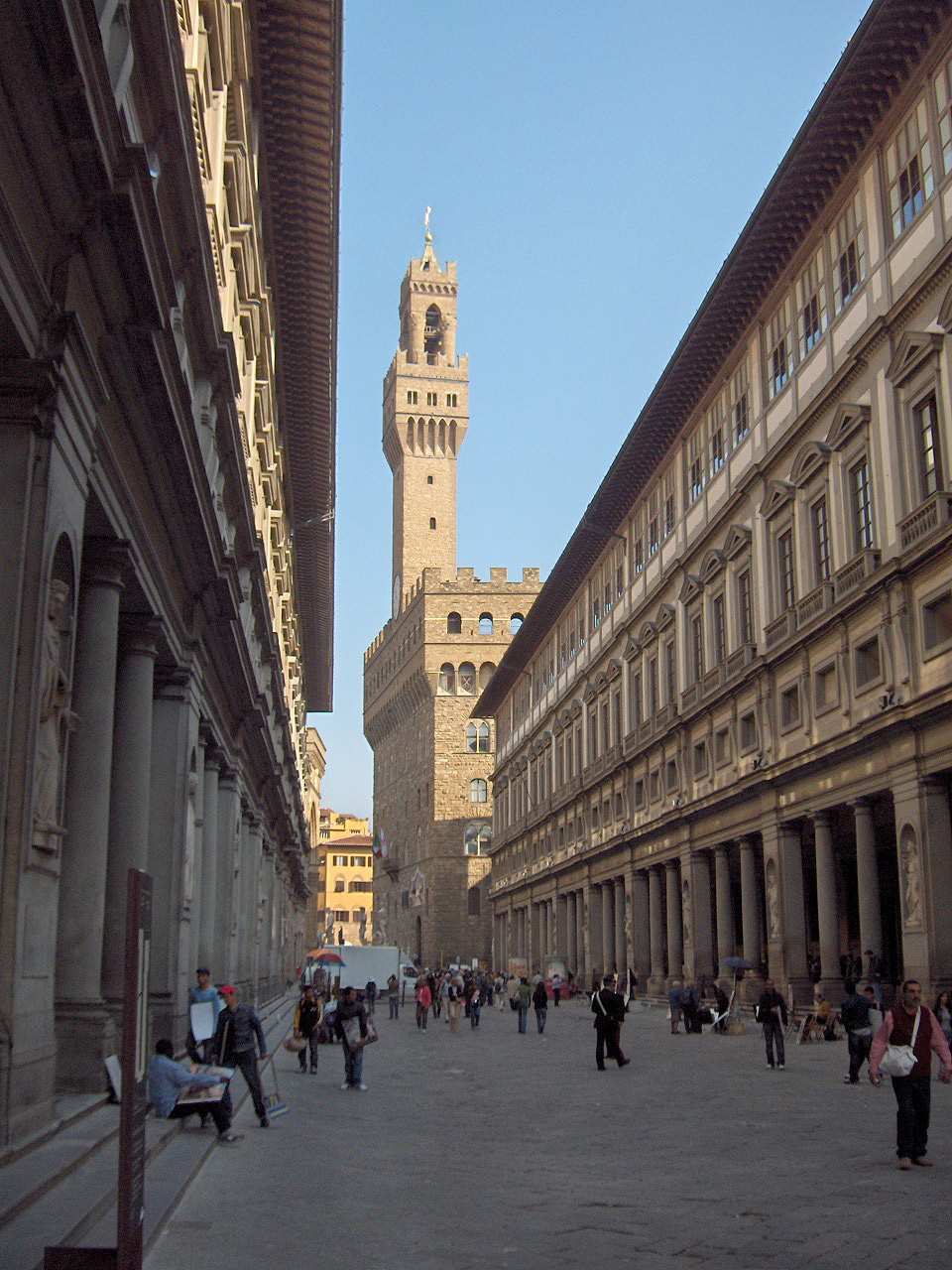
La Galleria degli Uffizi, amb el Palazzo Vecchio al fons

La Galleria degli Uffizi és un important museu d'art situat a la Piazza della Signoria, al centre històric de Florència, a la Toscana, Itàlia.
És una de les pinacoteques més conegudes del món. Conté una gran col·lecció de pintures i escultures, des de l'antiguitat fins al període barroc tardà, especialment del període del Renaixement italià. Entre altres artistes, conté obres de Cimabue, Caravaggio, Giotto, Leonardo da Vinci, Michelangelo, Rafael, Mantegna, Tiziano, Parmigianino, Rubens, Rembrandt, Giambattista Pittoni, Canaletto i Sandro Botticelli.
La galeria es va convertir en un museu obert al públic el 1769.

## Història
La construcció del complex dels Uffizi va ser iniciada per Giorgio Vasari l'any 1560 per encàrrec de Cosme I de Mèdici, com a mitjà per consolidar el seu control administratiu sobre els diversos comitès, agències i gremis establerts durant el passat republicà de Florència, amb la intenció d'allotjar-los tots en un sol lloc. D'aquí ve el nom uffizi, "oficines". La construcció va ser continuada posteriorment per Alfonso Parigi i Bernardo Buontalenti, i es va completar l'any 1581. El pis superior es va convertir en una galeria per a la família i els seus convidats, i incloïa la seva col·lecció d’escultures romanes.
El cortile (pati interior) és tan llarg, estret i obert cap al riu Arno en el seu extrem més llunyà a través d’una pantalla dòrica que articula l’espai sense bloquejar-lo, que els historiadors de l’arquitectura el consideren el primer escenari urbà regularitzat d’Europa. Vasari, que també era pintor i arquitecte, va destacar la longitud en perspectiva embellint-lo amb les façanes simètriques, les cornises contínues del sostre i les cornises ininterrompudes entre pisos, així com els tres esglaons continus sobre els quals s’aixequen les façanes del museu. Les nínxols dels pilars que alternen amb les columnes del Loggiato estan plens amb escultures d’artistes famosos, afegides al segle XIX.
La galeria dels Uffizi va reunir sota un mateix sostre les oficines administratives i l’Archivio di Stato, l’arxiu estatal. El projecte també pretenia exhibir les principals obres d’art de les col·leccions Mèdici al piano nobile; el seu fill, el Gran Duc Francesc I, va dur a terme el pla. Va encarregar a l’arquitecte Buontalenti la construcció de la Tribuna degli Uffizi, destinada a mostrar una sèrie de grans obres mestres en una sola sala, incloent-hi joies; es va convertir en una atracció molt influent del Grand Tour. L’habitació octogonal es va completar el 1584.
Amb els anys, més seccions de l’edifici es van destinar a exposar pintures i escultures recollides o encarregades pels Mèdici. Durant molts anys, es van utilitzar entre 45 i 50 sales per mostrar pintures dels segles XIII al XVIII.

### Edat contemporània
A causa de la seva vasta col·lecció, algunes de les obres dels Uffizi han estat traslladades en el passat a altres museus de Florència —per exemple, algunes estàtues famoses al Bargello. Un projecte es va completar l’any 2006 per ampliar l’espai d’exhibició del museu d’uns 6.000 metres quadrats (64.000 ft²) a gairebé 13.000 metres quadrats (139.000 ft²), cosa que va permetre mostrar al públic moltes obres d’art que habitualment estaven emmagatzemades.
El projecte de renovació Nuovi Uffizi (Nous Uffizi), que va començar l’any 1989, avançava bé entre 2015 i 2017. Es pretenia modernitzar totes les sales i més que duplicar l’espai d’exposició. També es va planificar una nova sortida, i es van actualitzar els sistemes d’il·luminació, aire condicionat i seguretat. Durant les obres, el museu va romandre obert, tot i que algunes sales es van haver de tancar temporalment, amb les obres reubicades a altres espais. Per exemple, les sales de Botticelli i dues més amb pintures del primer Renaixement van estar tancades durant 15 mesos, però es van reobrir a l’octubre de 2016.
Més de dos milions de visitants van visitar els Uffizi el 2016, convertint-lo en la galeria d’art més visitada d’Itàlia. En períodes de màxima afluència (particularment al juliol), els temps d’espera per entrar poden arribar fins a cinc hores. Es poden comprar entrades anticipades en línia per reduir significativament el temps d’espera. L’any 2018 es va introduir un nou sistema de tiquets per reduir les cues a només uns minuts.
A causa de la pandèmia de COVID-19, el museu va estar tancat durant 150 dies l’any 2020, i l’assistència va caure un 72%, amb 659.043 visitants. Tot i això, els Uffizi van ocupar el lloc vint-i-setè a la llista dels museus d’art més visitats del món el 2020. Algunes obres de la col·lecció de la galeria dels Uffizi estan disponibles actualment per a la seva visualització remota a Google Arts and Culture. El museu va reobrir el maig del 2021 després d’una renovació que va incloure l’addició de 14 noves sales i l’exhibició de 129 obres d’art addicionals, amb l’objectiu de donar més veu a grups històricament infrarepresentats, incloses dones i persones racialitzades.

## Sales de la Galleria degli Uffizi
La col·lecció d'art dels Uffizi és molt extensa, i conté fins i tot fons que no estan exposats per manca d'espai. L'exposició, que segueix un ordre cronològic, es distribueix al llarg de dos pisos del palau. El recorregut comença al segon pis. Cal destacar la presència, al corredor, del conegut com Autoretrat (1720) de Giovanna Fratellini, en el qual es representa a ella mateixa pintant.

### Sales del segon pis

#### Vestíbul d'entrada

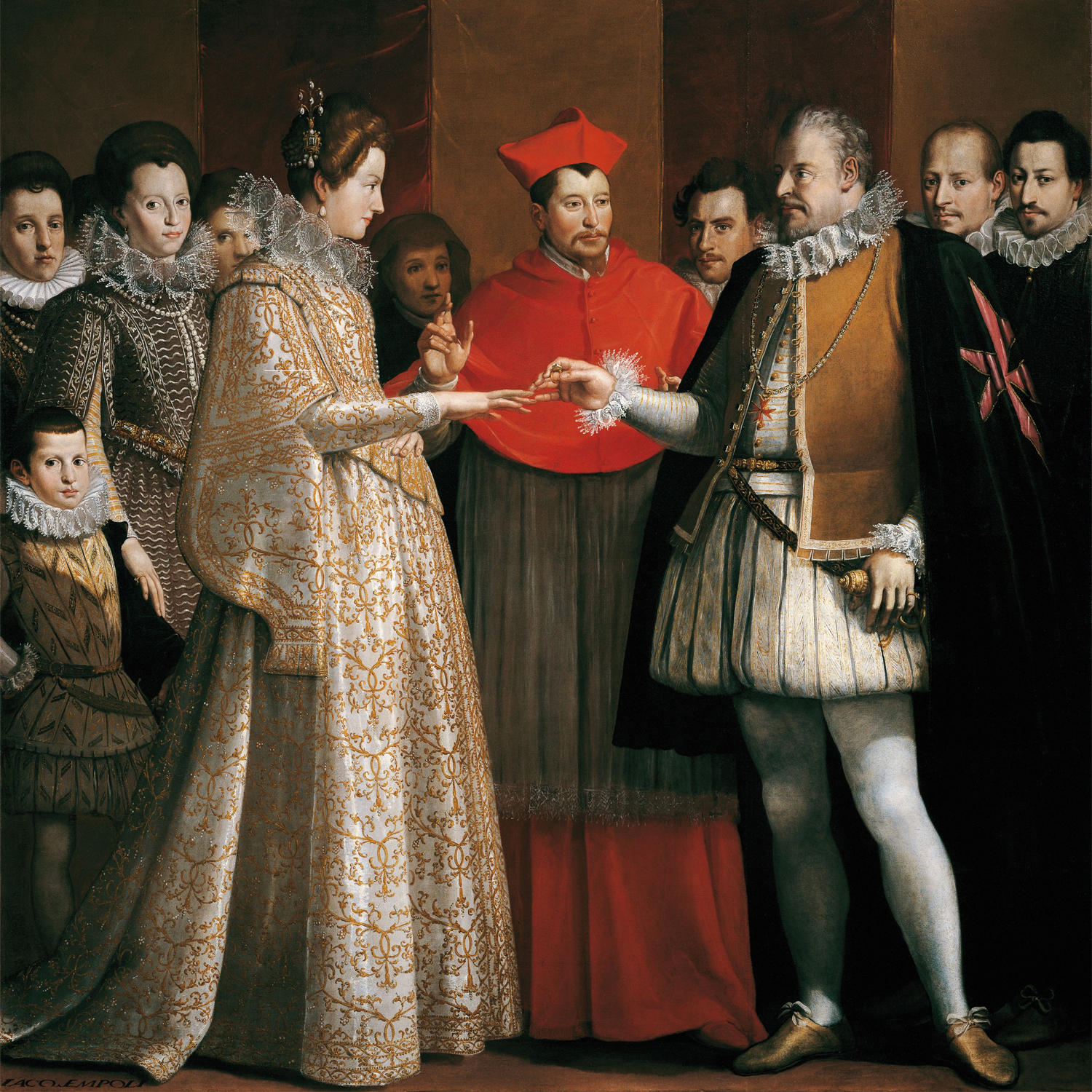
Núpcies de María de Médici amb Enric IV de França (1600, Jacopo Chimenti).

Aquest espai, conformat per tres vestíbuls, va ser realitzat a la fi del Settecento, quan, per voluntat del Gran Duc Pietro Leopoldo, va ser completada l'escala monumental que va permetre un nou accés a la Galeria.
Està decorat amb estàtues, sarcòfags i relleus antics; entre aquests últims són especialment interessants dos Pilars amb abillaments, tal vegada d'un edifici sagrat romà del segle i I, que representen armes i peces d'armadura.
La porta que condueix a la Galeria està coronada pel bust de Pietro Leopoldo i la placa que recorda la renovació per ell promoguda del museu mediceo. En els laterals hi trobem dos gossos mastins, còpies romanes del segle I de l'original grec del segle i  a. C., que alguns experts creuen que part de u complex escultori que il·lustra la caça de senglar, mentre que uns altres ho creuen amb un objectiu funerari.
En el primer vestíbul s'hi troben els busts de marbre i pòrfir dels Mèdici des de Ferran I fins a Gian Gastone; comunicant amb aquest està el vestíbul rectangular, decorat en el temps per Giovanni da Sant Giovanni amb Capritxos Mitològics, decorat amb busts antics i moderns; en el vestíbul el·líptic: estàtues romanes, sarcòfags i relleus antics.
| Autor                         | Nom                                                 | Any                             |
| ----------------------------- | --------------------------------------------------- | ------------------------------- |
| Stefano Ricci                 | Bust de Leopoldo II de Lorena                       | -                               |
| Taller romà                   | Sarcòfag: Apol·lo i les Muses                       | Segle II                        |
| Ottavio Giovannozzi           | Bust de Lorenzo el Magnífic                         | 1825                            |
| Giambologna                   | Bust de Cosme I de Médici                           | 1563                            |
| Domenico Poggini              | Bust de Francesc I de Médici                        | 1564                            |
| Atribuït a Tommaso Fedeli     | Bust de Ferran I de Médici                          | primeres dècades del segle xvii |
| Tommaso Fedeli                | Bust de Cosme II de Médici                          | 1624                            |
| Giovanni Battista Foggini     | Bust de María Magdalena d'Àustria                   | aprox. 1684                     |
| Raffaello Curradi             | Bust de Ferran II de Médici                         | abans de 1638                   |
| Giovanni Battista Foggini     | Bust de Victoria della Rovere                       | 1680                            |
| Escola toscana del segle xvii | Bust del cardenal Leopoldo de Médici                | meitat del segle xviii          |
| Antonio Montauti              | Bust de Gian Gastone de Médici                      | aprox. 1724                     |
| Taller romà                   | Sarcòfag: Triomf de Dionisio i Ariadna              | Segle II                        |
| Stefano Ricci                 | Bust de Ferran III de Lorena                        | -                               |
| Taller romà                   | Sarcòfag: Caiguda de Faetó; jocs de circ            | Segle II                        |
| Taller romà                   | Estàtua loricada amb cap de Trajà                   | Segle II                        |
| Taller romà                   | Estàtua togada amb cap                              | Segle II                        |
| Taller romà                   | Gos moloso                                          | -                               |
| Taller romà                   | Gos moloso                                          | -                               |
| Taller romà                   | Estàtua d'Apol·lo en repòs                          | -                               |
| Jacopo Chimenti               | Núpcies de Catalina de Médici amb Enrique de Valois | 1600                            |
| Jacopo Chimenti               | Núpcies de María de Médici amb Enric IV de França   | -                               |
| Taller romà                   | Sarcòfag: Mite de Fedra i Hipòlit                   | Segle II-Segle III              |
| Taller romà                   | Pilars amb abillaments                              | Segle II                        |
| Taller romà                   | Cap d'August amb estàtua togada                     | Segle I                         |

- 0 Arqueologia
- 1 L'església de Sant Pier Scheraggio
- 2 Duocento i Giotto
- 3 Trecento sienés
- 4 Trecento florentí
- 5-6 Gòtic internacional
- 7 Primer Renaixement
- 8 Filippo Lippi
- 9 Antonio Pollaiolo
- 10-14 Sandro Botticelli (La primavera, El naixement de Venus)
- 15 Leonardo da Vinci
- 16 Cartografia
- 17 Sala de l'Hermafrodita
- 18 La Tribuna
- 19 Signorelli i Perugino
- 20 Albrecht Dürer
- 21 Giovanni Bellini i Giorgione
- 22 Renaixement flamenc i alemany
- 23 Correggio i Mantegna
- 24 Gabinet de miniatures
- 25 Michelangelo Buonarroti (Tondo Doni) i mestres florentins
- 26 Rafael i Andrea del Sarto
- 27 Pontormo i Rosso Fiorentino
- 28 Tiziano (Venus d'Urbino) i Sebastiano del Piombo
- 29 Parmigianino i Dosso Dossi
- 30 Escola d'Emília de Cinquecento
- 31 Il Veronese
- 32 Bassano i Tintoretto
- 33 Cinquecento
- 34 Cinquecento llombard
- 35 Barroc i Contrarreforma toscana
- 38 Exposicions temporals
- 39-40 Vestíbul de sortida
- 41 Rubens
- 42 Sala de Níobe
- 43 Segle XVII italià i europeu
- 44 Rembrandt i pintura flamenca del segle xvii
- 45 Segle XVIII italià i europeu

### Sales de la primera planta
S'hi accedeix a través de l'escala de Buontalenti: 
- Sala de Caravaggio
- Sala de Bartolomeo Manfredi
- Sala de Gherardo delle Notti
- Sala de seguidors de Caravaggio
- Sala de Guido Reni
- Gabinet de dibuixos i gravats dels Uffizi
- Corredors de ponent i llevant i segon corredor

### Col·lecció Contini Bonacossi
En l'ala dreta de l'edifici, amb entrada per via Lambertesca, es troba exposada la col·lecció Contini Bonacossi, reunida al començament del segle xx i donada a la Galeria Uffizi en els anys 90, que representa, així, una ampliació considerable dels fons del museu. La col·lecció està formada per mobiliari, ceràmica antiga, terracotes de Lucca Della Robbia i sobretot una molt notable sèrie d'obres d'escultura i pintura, especialment toscana, entre les quals destaquen:
- Maestà amb San Francisco i Santo Domingo de Cimabue
- Madonna de la neu de Stefano di Giovanni el Sassetta (circa 1432)
- Madonna Pazzi d'Andrea del Castagno (circa 1445)
- Sant Jeroni de Giovanni Bellini (circa 1479)
- Madonna amb vuit sants de Bramantino (1520-1530)
- Marbres del Martiri de San Lorenzo de Gian Lorenzo Bernini (1616)
- Torero de Francisco de Goya (circa 1800).